# الدوري اليوناني لكرة القدم الدرجة الثالثة 2012-13
الدوري اليوناني لكرة القدم الدرجة الثالثة 2012-13 (باليونانية: Β΄ Εθνική ποδοσφαίρου ανδρών 2012-13)‏ هو الموسم 54 من الدوري اليوناني لكرة القدم الدرجة الثالثة ‏. أقيم خلال الفترة 29 أكتوبر 2012 وحتى 30 يونيو 2013، وأشرف على تنظيمه الاتحاد الإغريقي لكرة القدم، وكان عدد الأندية المشاركة فيه 21، وفاز فيه نادي أبولون سميرني.